# Janusz Kochański
Janusz Kochański (ur. 17 czerwca 1930, zm. 16 listopada 1988) – podpułkownik, oficer polskiego wywiadu (MBP/KdsBP/MSW), współpracował z Centralną Agencją Wywiadowczą prawdopodobnie od połowy 1964 roku. 17 lutego 1967 roku zbiegł do Stanów Zjednoczonych.

## Życiorys
Służbę w PRL-owskim wywiadzie rozpoczął w październiku 1953 roku, jako słuchacz Szkoły Oficerskiej Departamentu VII (ds. wywiadu) Ministerstwa Bezpieczeństwa Publicznego. Po likwidacji MBP i powołaniu uchwałą Rady Ministrów nr 830 z dnia 7 grudnia 1954 Komitetu Do Spraw Bezpieczeństwa Publicznego, Kochański został tam przeniesiony pod koniec grudnia, jako oficer Wydziału IV (brytyjsko-skandynawskiego) Departamentu I KdsBP. Po likwidacji KdsBP i przejęciu dotychczasowych obowiązków tej instytucji przez działające od 1954 roku Ministerstwo Spraw Wewnętrznych, został ponownie przeniesiony w połowie 1956 do Departamentu I MSW (wywiad), a pod koniec grudnia 1956 roku pracował jako oficer Departamentu I MSW w rezydenturze w Sztokholmie.
Po powrocie do kraju w 1958 roku pracował jako oficer w Wydziale IA, zajmującym się obsługą logistyczną wywiadu nielegalnego Departamentu I MSW. W lipcu 1960 roku rozpoczął służbę w niejawnym etacie Dep I MSW, na stanowisku dyrektora Departamentu Polonii Zagranicznej w Ministerstwie Spraw Zagranicznych. Od połowy 1964 roku rezydent wywiadu nielegalnego w Oslo w Norwegii, podczas sprawowania tej funkcji rozpoczął współpracę z wywiadem amerykańskim (CIA). Po trzech latach współpracy z CIA, 17 lutego 1967 roku, zbiegł do Stanów Zjednoczonych. Wyrokiem Sądu Warszawskiego Okręgu Wojskowego z dnia 8 maja 1968 roku skazany zaocznie na karę śmierci. Na emigracji podjął w latach 70. współpracę z kierowaną przez Konstantego Z. Hanffa Organizacją Bojową „Wolna Polska”. Pod koniec lat 80. zaczął przygotowywać do druku wspomnienia z pracy w polskim wywiadzie, ale ostatecznej wersji tego tekstu nie ukończył.